# باتالوو
باتالوو (به لاتین: Batalovo) یک منطقهٔ مسکونی در روسیه است که در سرزمین آلتای واقع شده‌است.